# David Andersen
David Emil Andersen (Carlton, Victoria, 23. lipnja 1980.) australski je profesionalni košarkaš, danskog porijekla. Igra na poziciji krilnog centra, a trenutačno je član NBA momčadi Houston Rocketsa.

## Karijera
Karijeru je započeo na Australskom sportskom institutu u Canberri. Svoj prvi profesionalni ugovor potpisao je za momčad Wollongong Hawksa. Nakon samo jedne sezone provedene u Hawksima, Andersen se seli u talijansku Kinder Bolognu. U četiri sezone provedene u Kinderu, osvojio je mnogobrojne domaće trofeje. Međutim, u ljeto 2003. klub je bankrotirao i on odlazi u Montepaschi Sienu. U Sieni je proveo samo jednu sezonu, jer odlazi u rusku CSKA Moskvu. U CSKA-u je izgradio svoj imidž i postao jednim od najboljih krilnih centara u Europi. S CSKA-u proveo je četiri sezone osvojio četiri naslova ruskog prvaka, četiri trofeja pobjednika kupa i dva naslova pobjednika Eurolige. 21. lipnja 2008. odlučio je napustiti Moskvu i potpisati trogodišnji ugovor s katalonskom Regal FC Barcelonom. U ljeto 2009. napustio je Barcelonu i otišao u Houston Rocketse, koji su od Atlanta Hawksa kupili prava na njega.

## Australska reprezentacija
Andersen je član australske košarkaške reprezentacije i s njome je nastupao na Olimpijskim igrama u Pekingu 2008.

## reference
1. ↑  David Andersen tri godine u Barceloni
2. ↑  Andersen: "U Peking idemo po medalju!"[neaktivna poveznica]

## Vanjske poveznice
- Službena stranica
- Profil na Euroleague.net